# 알프레도 포니
알프레도 포니(이탈리아어: Alfredo Foni alˈfreːdo ˈfɔːni[*]; 1911년 1월 20일, 프리울리-베네치아 줄리아 주 우디네 ~ 1985년 1월 28일, 티치노 주 루가노)는 이탈리아의 1930년대 축구 선수이자 그 후 감독으로 활약했으며, 현역 시절 수비수를 맡았다. 그는 올림픽 금메달과 1938년 월드컵을 동시에 우승한 이탈리아의 4명밖에 되지 않는 선수들 중 하나이다.

## 클럽 경력
포니는 우디네 출신이다. 그는 인근 우디네세에서 1927년에 16세의 나이로 프리마 디비시오네(이탈리아 세리에 A의 전신) 신고식을 치렀다. 그는 이후 1929년에 라치오로 둥지를 옮겼다. 그는 로마 연고 구단에서의 몇 년 이후 파도바를 잠깐 거쳤다.
포니는 이후 1934년에 유벤투스에 비르지니오 로세타의 대체자로 동료였던 피에트로 라바와 토리노 연고 구단에 입단했고, 이탈리아에서 손꼽히는 수비진을 구성하였고, 이탈리아의 1936년 하계 올림픽과 1938년 월드컵 동시 석권에 기여했고, 유벤투스 소속으로 리그도 1935년에 유벤투스에서 우승했고, 뒤이어 1938년과 1942년에 코파 이탈리아도 우승했다. 그는 유벤투스에서 1947년까지 활약하였고, 1934년부터 1947년까지는 7시즌 연속 매 경기를 개근했다.
포니는 도합 266번의 유벤투스 리그 경기에 출전했고, 전체를 통틀어서는 세리에 A에 370번 출전했다는데, 1930년 2월 2일, 라치오 소속으로 프로 베르첼리를 상대로 현 세리에 A 첫 경기를 치렀다. 그는 이후 키아소로 1948-49 시즌에 이적해 리그에서 3경기만 더 출전하고 현역에서 은퇴했다.

## 국가대표팀 경력
포니는 1936년 8월 3일에 1-0으로 이긴 미국과의 베를린 하계 올림픽 경기에서 이탈리아 국가대표팀 신고식을 치러 이탈리아의 금메달에 일조했다.
그는 1938년 월드컵에 로마의 측면 수비수 에랄도 몬첼리오를 대신하여 붙박이 주전으로 활약했는데, 그는 유벤투스 동료 라바와 수비를 맡아 이탈리아의 월드컵 정상 방어에 일조했다. 그는 1942년에 국가대표팀에서 23경기 출전의 기록을 남기고 은퇴했다. 피에트로 라바, 세르조 베르토니, 그리고 우고 로카텔리와 함께 올림픽과 월드컵을 동시에 석권한 4명밖에 되지 않는 선수이다.

## 감독 경력
은퇴 후, 그는 이탈리아와 스위스를 지도했지만, 이탈리아를 지도할 당시 1958년 월드컵에 예선에서 탈락해 참가하지 못했다. 그는 인테르나치오날레를 이끌고 1953년과 1954년에 연속으로 2차례 방패를 달았고, 로마와의 인터시티스 페어스컵도 1961년 정상에 올랐다. 그는 이후 스위스를 이끌고 1966년 월드컵에 참가했다.

## 감독 방식
포니는 빗장(catenaccio) 전법을 쓴 것으로 알려져있는데, 그다 뛰던 당시 인테르나치오날레는 전술적으로 승승장구했다. 그러나, 네레오 로코가 개발한 체계와 다르게, 포니의 강한 수비적 경기 전개는 공격 기회의 위축이 되지 않았고, 아군 선수들이 공을 소유할 때에도 공격에 방해되지 않도록 유리한 상황을 만들어나갔다. 그의 체계에서 우측을 맡은 지노 아르마노는 후방으로 내려가 상대 측면 미드필더(이 자리에 모퉁이(tornante)로 통용됐다)를 견제했고, 우측 수비의 이바노 블라손이 우측 수비에서 방향을 바꾸어 최후방 수비수로서 공을 걷어냈다.

## 최후
포니는 스위스의 루가노에서 영면에 들었다.

## 수상

### 선수
유벤투스
- 세리에 A: 1934–35

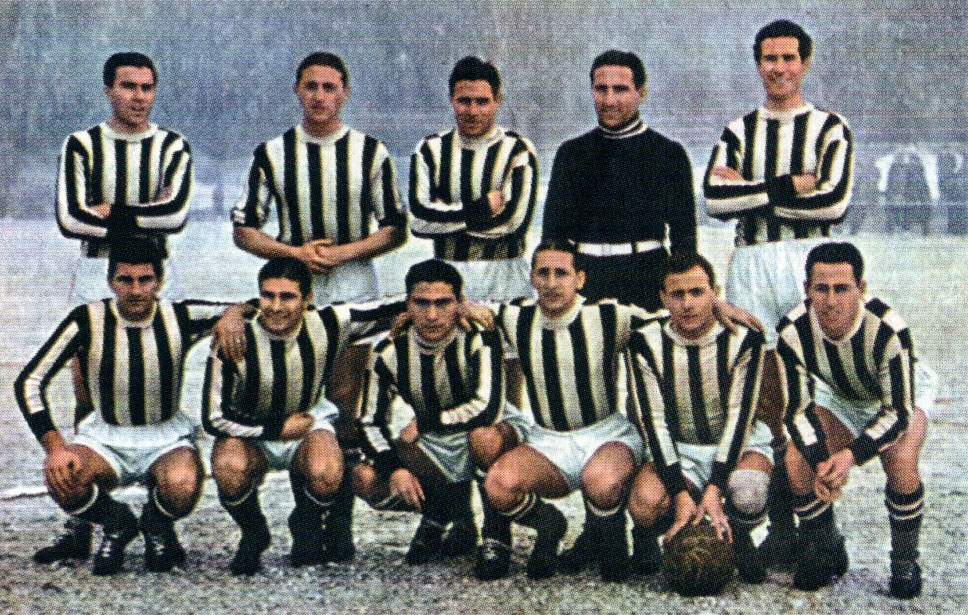
1940-41 시즌, 유벤투스의 포니 (뒷줄, 정중앙)

- 코파 이탈리아: 1937–38, 1941–42

이탈리아
- 올림픽 금메달: 1936
- 월드컵: 1938

### 감독
인테르나치오날레
- 세리에 A: 1952–53, 1953–54

로마
- 인터시티스 페어스컵: 1960–61